# Морсбах
Морсбах (нім. Morsbach) — сільська громада в Німеччині, знаходиться в землі Північний Рейн-Вестфалія. Підпорядковується адміністративному округу Кельн. Входить до складу району Обербергішер.
Площа — 55,96 км2. Населення становить 10 032 ос. (станом на 31 грудня 2020).